# Список эпизодов мультсериала «Гетто»
«Гетто» (англ. «The Boondocks») — американский сатирический мультсериал, созданный Аароном МакГрудером для канала Adult Swim. Мультсериал был основан на одноименном комиксе МакГрудера. Сюжет мультсериала  вращается вокруг жизни семьи Фрименов — десятилетнего Хьюи, его младшего восьмилетнего брата Райли и их дедушки Роберта, которые живут в вымышленном городе Вудкрест, в Иллинойсе. В мультсериале высмеиваются американская культура, межрасовые отношения и расовые стереотипы. 
Премьера состоялась 6 ноября 2005 года. Всего в течение 9 лет на экраны вышло 55 эпизодов, которые были поделены на 4 сезона. Несмотря на жёсткую критику за изображение спорных тем, «Гетто» на протяжении всей своей трансляции имело большие рейтинги и высоко оценивалось телекритиками, а в озвучивании персонажей мультсериала принимали участие такие рэперы Snoop Dogg, Busta Rhymes, Mos Def, RZA, Ja Rule и Lil Wayne. Последний эпизод мультсериала вышел 23 июня 2014 года.
Мультсериал «Гетто» транслировался в России. Его премьера на российском телевидении состоялась 13 апреля 2009 года на телеканале 2x2; мультсериал озвучил известный российский рэпер Ноггано.

## Описание сезонов
| Сезон | Сезон | Эпизоды | Первоначальный эфир | Первоначальный эфир | Дата выхода DVD    | Дата выхода DVD | Дата выхода DVD | Дата выхода DVD | Дата выхода DVD |
| Сезон | Сезон | Эпизоды | Премьера сезона     | Финал сезона        | Регион 1           | Регион 2        | Регион 3        | Регион 4        |                 |
| ----- | ----- | ------- | ------------------- | ------------------- | ------------------ | --------------- | --------------- | --------------- | --------------- |
|       | 1     | 15      | 6 ноября 2005       | 19 марта 2006       | 25 июля 2006 года  | н/д             | н/д             | н/д             |                 |
|       | 2     | 15      | 8 октября 2007      | 23 марта 2008       | 10 июня 2008 года  | н/д             | н/д             | н/д             |                 |
|       | 3     | 15      | 2 мая 2010          | 15 августа 2010     | 9 ноября 2010 года | н/д             | н/д             | н/д             |                 |
|       | 4     | 10      | 21 апреля 2014      | 23 июня 2014        | 24 июня 2014 года  | н/д             | н/д             | н/д             |                 |

### Первый сезон (2005—2006)
| Номер | Название                                 | Режиссёр    | Сценарий                       | Дата премьеры   | Код серии |  |
| --- | ---------------------------------------- | ----------- | ------------------------------ | --------------- | --------- |  |
| 1 (1x01) | (англ. The Garden Party)                 | Энтони Белл | Аарон Макгрудер и Родни Барнс  | 6 ноября 2005   | 103       |  |
| Роберт Фриман и два его внука Хьюи и Райли переехали в новый дом в городе Вудкрест. Вскоре Роберта приглашают на фешенебельный приём в саду, устроенный пожилым миллионером Эдом Ванцлером. Роберт беспокоится, что внуки могут поставить его в неловкое положение перед новыми соседями. На вечеринке Хьюи пытается просветить участников вечеринки насчёт «правды», скрываемой властями, а его брату в руки попадает заряженный дробовик. Кроме того на вечеринке присутствует и внук Эда Ванцлера Эд-младший, которому хочется пролить чью-то кровь. |                                          |             |                                |                 |           |  |
| |                                          |             |                                |                 |           |  |
| 2 (2x01) | (англ. The Trial of R. Kelly)            | Энтони Белл | Аарон Макгрудер и Родни Барнс  | 13 ноября 2005  | 101       |  |
| Ар Келли привлекают к суду за то, что он помочился на несовершеннолетнюю девочку. Райли поддерживает Келли, в то время как Хьюи остаётся на стороне закона. Это дело становится поворотным в карьере прокурора Тома Дюбуа. |                                          |             |                                |                 |           |  |
| |                                          |             |                                |                 |           |  |
| 3 (3x01) | (англ. Guess Hoe’s Coming to Dinner)     | Энтони Белл | Аарон Макгрудер и Родни Барнс  | 20 ноября 2005  | 102       |  |
| Роберт влюбляется в молодую белую женщину Кристал, не замечая того факта, что она проститутка. Она переселяется в его дом, к большому недовольству Хьюи и Райли. Влюблённый дедушка не слышит доводов внуков, но неожиданно в дело вмешивается сутенёр. |                                          |             |                                |                 |           |  |
| |                                          |             |                                |                 |           |  |
| 4 (4x01) | (англ. Granddad’s Fight)                 | Джо Хорн    | Аарон Макгрудер и Родни Барнс  | 27 ноября 2005  | 104       |  |
| Роберт был публично унижен, когда его побил слепой старик Стинкминер. Подстрекаемый Райли и местными СМИ, он вызывает слепого на ответный бой. Хьюи, верящий, что старик профессиональный воин, интенсивно тренирует Роберта для предстоящей схватки. Однако во время реванша происходит непредвиденное. |                                          |             |                                |                 |           |  |
| |                                          |             |                                |                 |           |  |
| 5 (5x01) | (англ. A Date with the Health Inspector) | Джо Хорн    | Аарон Макгрудер и Родни Барнс  | 5 декабря 2005  | 106       |  |
| Прокурора Тома Дюбуа с детства мучили страхи по поводу изнасилований в тюрьмах. Когда его арестовывают по подозрению в убийстве подростка, у него случается настоящая истерика. Тому грозит тюрьма. Хьюи решает найти настоящего убийцу, и он обращается за помощью к Эду-младшему и его другу, бандиту Рами. |                                          |             |                                |                 |           |  |
| |                                          |             |                                |                 |           |  |
| 6 (6x01) | (англ. The Story of Gangstalicious)      | Сюн Юнь Ким | Аарон Макгрудер и Родни Барнс  | 11 декабря 2005 | 107       |  |
| Среди рэперов происходят постоянные разборки на разной почве. Любимый рэпер Райли, Гангстерлительный, лежит в больнице после вооружённого нападения. Райли едет к нему в больницу, одновременно с ними туда приезжают и вооружённые враги Гангстерлительного. Для Райли и его кумира всё может кончится настоящей мясорубкой. |                                          |             |                                |                 |           |  |
| |                                          |             |                                |                 |           |  |
| 7 (7x01) | (англ. A Huey Freeman Christmas)         | Сюн Юнь Ким | Аарон Макгрудер                | 18 декабря 2005 | 109       |  |
| Хьюи получает полный творческий контроль над школьной рождественской пьесой. Он использует эту возможность, чтобы показать миру свои идеи, и доказать, что Иисус Христос был негром. Райли же, несмотря на протесты дочери Тома Жасмин, планирует отомстить Санте-Клаусу за все свои старые обиды. |                                          |             |                                |                 |           |  |
| |                                          |             |                                |                 |           |  |
| 8 (8x01) | (англ. The Real)                         | Энтони Белл | Аарон Макгрудер                | 8 января 2006   | 105       |  |
| По совету Райли, Роберт притворяется слепым, чтобы его машине сделали бесплатный тюнинг в передаче «Тачку на прокачку». Всё идёт наперекосяк, когда появляется программа «Полная Перестройка», где участники собираются достроить ещё одно крыло к дому Фрименов. Тем временем Хьюи пытается понять, преследует ли его загадочный секретный агент, или же это разыгралась его паранойя. |                                          |             |                                |                 |           |  |
| |                                          |             |                                |                 |           |  |
| 9 (9x01) | (англ. Return of the King)               | Калвин Ли   | Аарон Макгрудер                | 15 января 2006  | 110       |  |
| Из 32-летней комы вышел Мартин Лютер Кинг. Он пользуется огромным успехом у нового поколения, но вскоре попадает в опалу из-за своих либеральных взглядов на события теракта 9/11. Кинг приезжает в Вудкрест и начинает политическую кампанию в поддержку своей партии. Останавливается он у своего давнего политического соратника Роберта Фримена. - Эпизод был награждён премией Пибоди. |                                          |             |                                |                 |           |  |
| |                                          |             |                                |                 |           |  |
| 10 (10x01) | (англ. The Itis)                         | Джо Хорн    | Аарон Макгрудер и Родни Барнс  | 22 января 2006  | 108       |  |
| Роберт Фримен всегда был мастером приготовления вкусного фаст-фуда. Эд Ванцлер приглашает Роберта управлять рестораном в престижном районе города. Фирменный бургер Роберта становится хитом продаж, но вскоре выясняется, что такая пища вызывает сильнейшую зависимость и тяжёлое ожирение. А значит, судебные иски не за горами. |                                          |             |                                |                 |           |  |
| |                                          |             |                                |                 |           |  |
| 11 (11x01) | (англ. Let’s Nab Oprah)                  | Сюн Юнь Ким | Аарон Макгрудер и Ямара Тейлор | 12 февраля 2006 | 112       |  |
| Эд-младший и его друг Рами решают похитить Опру Уинфри. С ними на дело идет Райли. Хьюи, который против дружбы своего брата с этой парочкой, пытается всячески помешать их плану. В назначенный день Райли с друзьями всё же приезжают на съёмки к Опре, не зная, что её охраняет самый кровавый из бойцов Вудкреста, мастер Бусидо Браун. |                                          |             |                                |                 |           |  |
| |                                          |             |                                |                 |           |  |
| 12 (12x01) | (англ. Riley Wuz Here)                   | Калвин Ли   | Аарон Макгрудер и Ямара Тейлор | 19 февраля 2006 | 113       |  |
| У Райли открылось пристрастие к граффити в худшем его проявлении. Дед отдает его на обучение искусству рисования. Вскоре дома в Вудкресте начинают покрываться настоящими художественными шедеврами. А Хьюи проводит над собой эксперимент, чтобы узнать изменит ли его состояние постоянный просмотр «чёрного телевидения». |                                          |             |                                |                 |           |  |
| |                                          |             |                                |                 |           |  |
| 13 (13x01) | (англ. Wingmen)                          | Сюн Юнь Ким | Аарон Макгрудер                | 5 марта 2006    | 111       |  |
| Роберт Фримен с внуками едет на похороны своего сослуживца Мо Джексона, с которым он летал в одном звене истребителей в Германии во время Второй мировой войны. Хьюи встречает белого мальчика, который когда-то был его лучшим другом. В результате визита Хьюи начинает переосмысливать дружбу как таковую. |                                          |             |                                |                 |           |  |
| |                                          |             |                                |                 |           |  |
| 14 (14x01) | (англ. The Block Is Hot)                 | Калвин Ли   | Аарон Макгрудер и Ямара Тейлор | 12 марта 2006   | 114       |  |
| Вудкрест накрыла ужасная жара, и местные жители начинают терять рассудок. Жасмин пытается продавать лимонад страдающим от жажды, а предприимчивый Эд Ванцлер не упускает шанса сделать на этом деньги. Хьюи решает освободить Жасмин от этого рабства. |                                          |             |                                |                 |           |  |
| |                                          |             |                                |                 |           |  |
| 15 (15x01) | (англ. The Passion of Reverend Ruckus)   | Шон Сонг    | Аарон Макгрудер и Родни Барнс  | 19 марта 2006   | 115       |  |
| Хьюи пытается добиться освобождения афроамериканца Шаббаза, несправедливо осуждённого на смертную казнь за убийство полицейского. Тем временем дядя Рукус основывает свой религиозный культ, смысл которого заключается в ненависти к чернокожим и любви к белым людям. |                                          |             |                                |                 |           |  |
| |                                          |             |                                |                 |           |  |

### Второй сезон (2007—2008)
| Номер | Название                                        | Режиссёр    | Сценарий                                       | Дата премьеры   | Код серии |  |
| --- | ----------------------------------------------- | ----------- | ---------------------------------------------- | --------------- | --------- |  |
| 16 (1x02) | (англ. «…Or Die Trying»)                        | Сюн Юнь Ким | Аарон Макгрудер и Ямара Тейлор                 | 8 октября 2007  | 205       |  |
| Роберт с внуками и Жасмин идут в кинотеатр на премьеру нового блокбастера с 50 Cent и Snoop Dogg в главной роли. Хьюи предчувствует что всё кончится плохо, и он не обманулся. Дед показывает Жасмин всю свою невоспитанность, а дядя Рукус срывает на Хьюи гнев. |                                                 |             |                                                |                 |           |  |
| |                                                 |             |                                                |                 |           |  |
| 17 (2x02) | (англ. Tom, Sarah and Ushe)                     | Сюн Юнь Ким | Аарон Макгрудер и Родни Барнс                  | 15 октября 2007 | 202       |  |
| Том ревнует свою жену к Ашеру. Жена выгоняет слабохарактерного Тома из дома, и он идёт жить к Роберту Фримену. Роберту это очень не нравится, он просит местного сутенёра вмешаться в ситуацию. Однако всё снова идёт наперекосяк. |                                                 |             |                                                |                 |           |  |
| |                                                 |             |                                                |                 |           |  |
| 18 (3x02) | (англ. Thank You for Not Snitching)             | Сюн Юнь Ким | Аарон Макгрудер                                | 22 октября 2007 | 203       |  |
| Клуб «Соседский дозор» собирает в свои ряды отпетых стукачей Вудкреста. Стукачи хотят вычислить тех, кто совершил серию ограблений в Вудкресте. Вскоре угоняют машину Роберта, причём Райли знает, кто это сделал. Несмотря на требования деда, брата и полиции, Райли молчит, так как боится оказаться стукачом. |                                                 |             |                                                |                 |           |  |
| |                                                 |             |                                                |                 |           |  |
| 19 (4x02) | (англ. Stinkmeaner Strikes Back)                | Сюн Юнь Ким | Аарон Макгрудер и Родни Барнс                  | 29 октября 2007 | 201       |  |
| Душа Стинкминера отлично чувствует себя в аду и настолько нагло ведёт себя с сатаной, что тот посылает его обратно в мир живых. Стинкминер вселяется в тело Тома и наведывается в дом Фрименов, где устраивает побоище. |                                                 |             |                                                |                 |           |  |
| |                                                 |             |                                                |                 |           |  |
| 20 (5x02) | (англ. The Story of Thugnificent)               | Сюн Юнь Ким | Аарон Макгрудер и Родни Барнс                  | 5 ноября 2007   | 204       |  |
| В Вудкресте поселяется знаменитый рэпер Бандитолепный. Он становится соседом семьи Фримен. В городе все, кроме Роберта Фримена, любят легендарного рэпера. У них начинается хип-хоп война которая активно освещается СМИ. |                                                 |             |                                                |                 |           |  |
| |                                                 |             |                                                |                 |           |  |
| 21 (6x02) | (англ. Attack of the Killer Kung-Fu Wolf Bitch) | Сюн Юнь Ким | Аарон Макгрудер и Родни Барнс                  | 19 ноября 2007  | 207       |  |
| Роберт активно практикует встречи с женщинами через сайты знакомств, но все они заканчиваются для старика жуткими разочарованиями. В жизни Роберта появляется красивая, молодая и добрая девушка по имени Лу́на. Казалось бы, Роберт обрёл долгожданное счастье, но вскоре выясняется что Лу́на в совершенстве владеет кумите и вообще является серийной убийцей.                                                                           |                                                 |             |                                                |                 |           |  |
| |                                                 |             |                                                |                 |           |  |
| 22 (7x02) | (англ. Shinin)                                  | Дэн Фосетт  | Аарон Макгрудер                                | 26 ноября 2007  | 208       |  |
| Бандитолепный пиарится на MTV и красуется как может, а Райли пытается попасть к нему в группу. За своё упорство он получает специальный почётный медальон, но вскоре его отбирает местный хулиган Буч Магнус. Райли должен любым способом получить медальон назад. |                                                 |             |                                                |                 |           |  |
| |                                                 |             |                                                |                 |           |  |
| 23 (8x02) | (англ. Ballin)                                  | Дэн Фосетт  | Аарон Макгрудер, Джейсон Ван Вин и Андре Брукс | 3 декабря 2007  | 209       |  |
| Райли добивается определённых успехов в баскетболе. Том, давно мечтавший прославится как баскетбольный тренер, берёт перспективного Райли в свою команду. Упорные тренировки выводят слабую команду на более высокий уровень, однако вскоре становится ясно, что амбиции Райли и Тома скорее вредят делу, чем помогают. |                                                 |             |                                                |                 |           |  |
| |                                                 |             |                                                |                 |           |  |
| 24 (9x02) | (англ. Invasion of the Katrinians)              | Дэн Фосетт  | Аарон Макгрудер и Родни Барнс                  | 10 декабря 2007 | 206       |  |
| Ураган «Катрина» лишил крова множество жителей США, в том числе и кузена Роберта Фримена, Джерико. Обездоленный Джерико и его многочисленная родня переезжают к Роберту, несмотря на его недовольство. Роберт с внуками держаться довольно терпеливо, но становится ясно, что долго так продолжаться не может. |                                                 |             |                                                |                 |           |  |
| |                                                 |             |                                                |                 |           |  |
| 25 (10x02) | (англ. Home Alone)                              | Дэн Фосетт  | Аарон Макгрудер и Родни Барнс                  | 17 декабря 2007 | 212       |  |
| Роберт решает отдохнуть на Коста-Рике и оставляет внуков под присмотр дяди Рукуса. Те в свою очередь затевают дома настоящую войну. А Том не может понять почему Роберт не позвал его с собой. |                                                 |             |                                                |                 |           |  |
| |                                                 |             |                                                |                 |           |  |
| 26 (11x02) | (англ. The S-Word)                              | Сюн Юнь Ким | Аарон Макгрудер и Родни Барнс                  | 21 января 2008  | 213       |  |
| В Вудкресте большой скандал — учитель назвал Райли не «ниггером», но «ниггой». СМИ при активном содействии Роберта Фримена обвиняет учителя в расизме, тот же утверждает что «нигга» не оскорбление, а дружеское обращение. Роберт мечтает разбогатеть за счёт скандала. |                                                 |             |                                                |                 |           |  |
| |                                                 |             |                                                |                 |           |  |
| 27 (12x02) | (англ. The Story of Catcher Freeman)            | Дэн Фосетт  | Аарон Макгрудер                                | 28 января 2008  | 214       |  |
| Роберт рассказывает внукам историю об их предке Кэтчере Фримене. Роберт рассказывает, что он освобождал чернокожих рабов, убивая их белых хозяев. В это время приходит дядя Рукус со своей версией. Однако Райли сыт по горло этими байками. |                                                 |             |                                                |                 |           |  |
| |                                                 |             |                                                |                 |           |  |
| 28 (13x02) | (англ. The Story of Gangstalicious Part 2)      | Дэн Фосетт  | Аарон Макгрудер и Родни Барнс                  | 4 февраля 2008  | 215       |  |
| Ганстерлительный, думая, что Райли всё понял о его сексуальной ориентации, закидывает его подарками. Однако Райли в упор не видит того, что его кумир гей. В результате Райли почти становится геем, что очень выгодно Хьюи. |                                                 |             |                                                |                 |           |  |
| |                                                 |             |                                                |                 |           |  |
| 29 (14x02) | (англ. The Hunger Strike)                       | Дэн Фосетт  | Аарон Макгрудер и Родни Барнс                  | 16 марта 2008   | 210       |  |
| Хьюи объявляет голодовку с требованием закрыть телеканал «РТЧ», где сами же афроамериканцы пропагандируют расизм. На сторону Хьюи встаёт известный общественный деятель Ролло Гудлов, обещающий ему помочь, но на самом деле у него свои цели. Страдающий от голода Хьюи разочаровывается во всём. - Премьера эпизода (вероятно из-за спорного содержания) произошла не в США, а в Канаде на канале Teletoon at Night 16 марта 2008 года. |                                                 |             |                                                |                 |           |  |
| |                                                 |             |                                                |                 |           |  |
| 30 (15x02) | (англ. The Uncle Ruckus Reality Show)           | Сюн Юнь Ким | Аарон Макгрудер и Родни Барнс                  | 23 марта 2008   | 211       |  |
| Дядя Рукус получил своё шоу на «РТЧ», в котором он рассказывал о своей ненависти к чёрным. К своему ужасу он узнаёт, что он чёрный, после чего готов повеситься в прямом эфире. Однако на такую жертву телевизионщики пойти не могут. - Премьера эпизода (вероятно из-за спорного содержания) произошла не в США, а в Канаде на канале Teletoon at Night 23 марта 2008 года.                                                              |                                                 |             |                                                |                 |           |  |
| |                                                 |             |                                                |                 |           |  |

### Третий сезон (2010)
| Номер | Название                                     | Режиссёр    | Сценарий                      | Дата премьеры   | Код серии |  |
| --- | -------------------------------------------- | ----------- | ----------------------------- | --------------- | --------- |  |
| 31 (1x03) | (англ. It’s a Black President, Huey Freeman) | Сюн Юнь Ким | Аарон Макгрудер               | 2 мая 2010      | 304       |  |
| Немецкий режиссёр документальных фильмов следит за семьей Фрименов и другими жителями Вудкреста, изучая их роль в президентских выборах 2008 года и инаугурации первого чернокожего президента Америки. Никто не может понять, почему Хьюи не рад. Дядя Рукус не может смириться с тем, что страной будет править афроамериканец, да и к тому же социалист.                  |                                              |             |                               |                 |           |  |
| |                                              |             |                               |                 |           |  |
| 32 (2x03) | (англ. Bitches to Rags)                      | Ким Ён Чан  | Аарон Макгрудер               | 9 мая 2010      | 302       |  |
| Бандитолепный теряет славу и деньги, он на грани банкротства из-за собственной глупости. После того, как Роберт сдаёт рэпера налоговому управлению, Бандитолепный идёт работать, но неудачно. |                                              |             |                               |                 |           |  |
| |                                              |             |                               |                 |           |  |
| 33 (3x03) | (англ. The Red Ball)                         | Ким Ён Чан  | Аарон Макгрудер               | 16 мая 2010     | 306       |  |
| Эд Ванцлер проводит в городе турнир по кикболу между командами Вудкреста и Китая. Хьюи не хочет участвовать в турнире, потому что во время прошлой игры он изувечил девочку. Однако Роберт уговаривает его играть, так как на кону огромные деньги. |                                              |             |                               |                 |           |  |
| |                                              |             |                               |                 |           |  |
| 34 (4x03) | (англ. The Story of Jimmy Rebel)             | Сюн Юнь Ким | Аарон Макгрудер               | 23 мая 2010     | 303       |  |
| Джимми Рибел — величайший певец расистского кантри, поэтому Рукус боготворит его. Рукус пишет свою песню, оскорбляющую афро-американцев, и посылает её на его студию звукозаписи. Песня вызывает восхищение у Джимми Рибела, и он едет в Вудкрест, чтобы увидеть того, кто написал эту песню.                                                                                |                                              |             |                               |                 |           |  |
| |                                              |             |                               |                 |           |  |
| 35 (5x03) | (англ. Stinkmeaner 3: The Hateocracy)        | Кан Дэ Сон  | Аарон Макгрудер               | 30 мая 2010     | 307       |  |
| Старые друзья полковника Стинкминера прибыли в город, чтобы отомстить семье Фрименов. Фримены нанимают в качестве телохранителя Бусидо Брауна, но это весьма дорого им обходится. Бусидо приводит в их дом своих помощников, повара, спит в кровати Роберта и превращает гараж в свой личный спортзал.                                                                       |                                              |             |                               |                 |           |  |
| |                                              |             |                               |                 |           |  |
| 36 (6x03) | (англ. Smokin' with Cigarettes)              | Сюн Юнь Ким | Аарон Макгрудер               | 6 июня 2010     | 309       |  |
| Райли подружился с несовершеннолетним преступником Ламильтоном Тэшоном, но такая дружба причиняет ему много неприятностей. Однако бабушка Ламильтона просит Роберта не запрещать их внукам дружить. Вскоре события приобретают самый неожиданный и жестокий характер. |                                              |             |                               |                 |           |  |
| |                                              |             |                               |                 |           |  |
| 37 (7x03) | (англ. The Fundraiser)                       | Кан Дэ Сон  | Аарон Макгрудер               | 13 июня 2010    | 310       |  |
| Райли хочет захватить рынок продажи шоколадок, сейчас школьники продают их с целью собрать деньги на благотворительность. Он выдумывает цель, ради которой будут собираться деньги, но на самом деле хочет присвоить всё себе. |                                              |             |                               |                 |           |  |
| |                                              |             |                               |                 |           |  |
| 38 (8x03) | (англ. Pause)                                | Сюн Юнь Ким | Аарон Макгрудер и Родни Барнс | 20 июня 2010    | 301       |  |
| Известный актёр Уинстон Джером ставит Роберта Фримена на главную роль в своём новом спектакле. Вскоре становится ясно, что театральная группа Джерома является настоящей гомоэротической христианской сектой, и Хьюи с Райли пытаются саботировать пьесу. |                                              |             |                               |                 |           |  |
| |                                              |             |                               |                 |           |  |
| 39 (9x03) | (англ. A Date with the Booty Warrior)        | Ким Ён Чан  | Аарон Макгрудер               | 27 июня 2010    | 308       |  |
| Страх Тома Дюбуа попасть в тюрьму и быть анально изнасилованным доходит до своего пика. Он берёт бессрочный отпуск, потом и вовсе перестаёт выходить из дома. Чтобы победить свой страх, Том вместе с Райли, Хьюи и дядей Рукусом отправляется на экскурсию в тюрьму. |                                              |             |                               |                 |           |  |
| |                                              |             |                               |                 |           |  |
| 40 (10x03) | (англ. The Story of Lando Freeman)           | Кан Дэ Сон  | Аарон Макгрудер               | 4 июля 2010     | 312       |  |
| В Вудкрест приезжает молодой садовник по имени Ландо. Он хорошо стрижёт газон Роберту Фримену, а потом и вовсе становится его хорошим другом. Однако вскоре он заявляет что является сыном Роберта. Роберту ничего не остаётся как пойти на телешоу, чтобы пройти тест на ДНК.                                                                                               |                                              |             |                               |                 |           |  |
| |                                              |             |                               |                 |           |  |
| 41 (11x03) | (англ. Lovely Ebony Brown)                   | Ким Ён Чан  | Аарон Макгрудер и Родни Барнс | 11 июля 2010    | 311       |  |
| Роберт разочаровывается в женском поле, но вскоре он знакомится с молодой негритянкой Эбони, которая соответствует всем его высоким стандартам. Однако Хьюи и Райли настроены скептично, так как три последние женщины Роберта едва не устроили в их доме бойню. |                                              |             |                               |                 |           |  |
| |                                              |             |                               |                 |           |  |
| 42 (12x03) | (англ. Mr. Medicinal)                        | Сюн Юнь Ким | Аарон Макгрудер               | 18 июля 2010    | 313       |  |
| Роберт едва не умирает от очередного стресса. Пытаясь найти лекарство от чрезмерной нервозности, он попадает в зависимость от наркотиков. Внуки не узнают своего деда — он стал готовить им завтрак, убираться в доме и перестал ругаться. |                                              |             |                               |                 |           |  |
| |                                              |             |                               |                 |           |  |
| 43 (13x03) | (англ. The Fried Chicken Flu)                | Сюн Юнь Ким | Аарон Макгрудер               | 1 августа 2010  | 315       |  |
| В Вудкресте снова неспокойно. Сначала люди начинают сходить с ума из-за нехватки жареной курицы в местной сети фастфуда, что проводит к жестоким столкновениям. В тот же день начинается эпидемия жуткого гриппа, развивается пандемия, грядёт общенациональный хаос. У Хьюи есть план для спасения его семьи в условиях жёсткой изоляции, однако не факт, что он сработает. |                                              |             |                               |                 |           |  |
| |                                              |             |                               |                 |           |  |
| 44 (14x03) | (англ. The Color Ruckus)                     | Сюн Юнь Ким | Аарон Макгрудер               | 8 августа 2010  | 314       |  |
| Бабушка дяди Рукуса умирает в доме Роберта Фримена. Дядя Рукус узнаёт от приехавших в город родственников, что он на самом деле был приёмным ребёнком. История детства Рукуса настолько трогает Роберта, что он с внуками идёт на похороны его бабушки. Однако на похоронах происходит разборка между родственниками и новая смерть.                                         |                                              |             |                               |                 |           |  |
| |                                              |             |                               |                 |           |  |
| 45 (15x03) | (англ. It’s Goin’ Down)                      | Сюн Юнь Ким | Аарон Макгрудер               | 15 августа 2010 | 305       |  |
| В Вудкресте готовится чудовищный теракт. Хьюи становится главным подозреваемым в его организации. Он вынужден пуститься в бега, так как его преследует суперагент спецслужб мистер Фловерс. На то, чтобы предотвратить взрыв у Фловерса меньше суток. |                                              |             |                               |                 |           |  |
| |                                              |             |                               |                 |           |  |

### Четвёртый сезон (2014)
| Номер | Название                                     | Режиссёр     | Сценарий                     | Дата премьеры  | Код серии |  |
| --- | -------------------------------------------- | ------------ | ---------------------------- | -------------- | --------- |  |
| 46 (1x04) | (англ. Pretty Boy Flizzy)                    | Хи Ён Джун   | Анджела Ниссел               | 21 апреля 2014 | 404       |  |
| Сара вновь выгоняет Тома из дома, так как ей надоело его поведение подкаблучника. В это время известный современный R&B-певец Красавчик Флиззи арестован за нападение на винный магазин. Он нанимает Тома для своей защиты. |                                              |              |                              |                |           |  |
| |                                              |              |                              |                |           |  |
| 47 (2x04) | (англ. Good Times)                           | Дэй Ву Ли    | Родни Барнс и Angela Nissel  | 28 апреля 2014 | 401       |  |
| Роберт Фримен разочаровывается в своём переезде в Вудкрест из-за всех тех инцидентов, которые он и его внуки пережили за всё время жизни на новом месте. А ещё его долги перевалили за миллион долларов. А в это время дядя Рукус выдвигает свою кандидатуру в мэры. |                                              |              |                              |                |           |  |
| |                                              |              |                              |                |           |  |
| 48 (3x04) | (англ. Breaking Granddad)                    | Дэй Ву Ли    | Родни Барнс и Анджела Ниссел | 5 мая 2014     | 402       |  |
| Семья Фримен на грани банкротства. Чтобы хоть как-то спасти положение, Роберту приходится устроиться на работу. Однако Роберт при этом не хочет прекращать свои затратные отношения с молодыми любовницами. |                                              |              |                              |                |           |  |
| |                                              |              |                              |                |           |  |
| 49 (4x04) | (англ. Early Bird Special)                   | Хи Ён Джун   | Анджела Ниссел               | 12 мая 2014    | 410       |  |
| Финансовые проблемы в семье Фримен доходят до своего пика. Роберт пытается устроиться на работу, но работодатели отдают предпочтения мексиканцам. В конце-концов Роберт устраивается на работу в дом престарелых. |                                              |              |                              |                |           |  |
| |                                              |              |                              |                |           |  |
| 50 (5x04) | (англ. Freedom Ride or Die)                  | Кван Иль Хан | Родни Барнс                  | 19 мая 2014    | 403       |  |
| Роберт Фримен рассказывает телезрителям о своём сложном пути в движении за гражданские права чернокожих в США. 15 мая 1961 года он назло государственной системе изгадил туалет предназначавшийся только для белых. Когда его попытались задержать, он спрятался в автобусе, где волей судьбы оказались активисты группы «Freedom Riders». Активисты были твёрдо намерены уничтожить законы Джима Кроу, а значит побоище и мясорубка в тот день были гарантированы. |                                              |              |                              |                |           |  |
| |                                              |              |                              |                |           |  |
| 51 (6x04) | (англ. Granddad Dates a Kardashian)          | Кван Иль Хан | Анджела Ниссел               | 26 мая 2014    | 407       |  |
| Дом семьи Фримен становится площадкой для съёмок реалити-шоу устроенного Кардашией Кардашьян, сводной сестрой Ким Кардашьян. Роберт с огромным удовольствием крутит роман с молоденькой Кардашией ничуть не смущаясь камер, а заодно зарабатывает хорошие деньги. Однако шоу идёт наперекосяк, когда ягодицы Кардашии лопаются от силикона. |                                              |              |                              |                |           |  |
| |                                              |              |                              |                |           |  |
| 52 (7x04) | (англ. Freedomland)                          | Дэй Ву Ли    | Анджела Ниссел               | 2 июня 2014    | 409       |  |
| Сын Эда Ванцлера вынуждает Роберта и его внуков работать в тематическом парке исторического быта «Freedomland». Вместе с ними в парке работает и Том, который наслаждается ролью раба, а дядя Рукус просто в экстазе от своей роли рабовладельца. Вскоре становится ясно, что рабство в парке будет настоящим, и сотни работников Ванцлера лишены каких-либо прав. Однако затем вспыхивает мятеж рабов и кровавая стачка под руководством семьи Фримен.             |                                              |              |                              |                |           |  |
| |                                              |              |                              |                |           |  |
| 53 (8x04) | (англ. I Dream of Siri)                      | Хи Ён Джун   | Анджела Ниссел               | 9 июня 2014    | 408       |  |
| Роберт Фримен покупает себе iPhone с новой улучшенной программой Siri, несмотря на то что у семьи крайне тяжёлое финансовое положение. Siri помогает Роберту наладить свою жизнь во всех сферах, в том числе делает его богатым. Однако вскоре программа влюбляется в Роберта и буду одержимой начинает терроризировать своего хозяина. |                                              |              |                              |                |           |  |
| |                                              |              |                              |                |           |  |
| 54 (9x04) | (англ. Stinkmeaner: Begun the Clone War Has) | Кван Иль Хан | Анджела Ниссел               | 16 июня 2014   | 406       |  |
| В секретной лаборатории создают клон полковника Стинкминера. Он снова дерётся с Робертом и снова его побеждает. Однако реванша не происходит, Роберт сдаёт клона полиции и вроде бы эта маленькая личная война подходит к концу. Однако война не заканчивается, а Роберт звереет и сам становится как Стинкминер. |                                              |              |                              |                |           |  |
| |                                              |              |                              |                |           |  |
| 55 (10x04) | (англ. The New Black)                        | Дэй Ву Ли    | Родни Барнс                  | 23 июня 2014   | 405       |  |
| Райли становится мишенью критики со стороны всего США за якобы гомофобное заявление. Защитники секс-меньшинств устраивают у дома Фрименов массовые демонстрации. У семьи Фримен прибавляется хлопот, когда помочь им вызывается не безызвестный Ролло Гудлаф. |                                              |              |                              |                |           |  |
| |                                              |              |                              |                |           |  |